# Linepithema neotropicum
Linepithema neotropicum é uma espécie de formiga do gênero Linepithema.